# バリー・マクガイア
バリー・マクガイア（Barry McGuire、1935年10月15日 - ）は、アメリカ合衆国のシンガーソングライター。
ニュー・クリスティ・ミンストレルズのリード・ボーカルであり、「グリーングリーン」は日本でもヒットしたが、バリーのソロで最も売れた曲で、世界的ヒットと言えば「明日なき世界Eve of Destruction」であろう。

## バイオグラフィ

### バンド
オクラホマ州オクラホマシティに生まれる。後にカリフォルニア州に移住。16歳でアメリカ海軍に入隊するも10ヶ月で除隊。漁業などに従事した後、25歳の頃からバーの歌手を生業とする。1961年にファーストシングルThe Treeをリリースするもチャートインならず。1962年、バリー・ケーンらと共にニュー・クリスティ・ミンストレルズを結成。翌年、バンドメンバーのランディ・スパークスと共に「グリーングリーン」を作曲、リリース。バンド最大のヒットとなる。1965年、アルバムCowboys and Indians録音後に同バンドを脱退する。

### ソロ活動
（編集中）

## アルバム
- Eve Of Destruction (1965)
- This Precious Time (1966)
- Worlds Last Private Citizen (1967)
- Barry McGuire Album (1968)
- McGuire And The Doctor (1971)
- Seeds (1973)
- Narnia (1974)
- Lighten Up (1975)
- C'mon Along (1976)
- Have You Heard (1976)
- Jubilation (1976)
- Jubilation Too (1976)
- Cosmic Cowboy (1979)
- To The Bride (1982)